# Wendy (film)
Pour les articles homonymes, voir Wendy.
Pour plus de détails, voir Fiche technique et Distribution.
Wendy est un film dramatique fantastique américain réalisé par Benh Zeitlin et sorti en 2020. Écrit par Benh Zeitlin et Eliza Zeitlin, le film met en vedette Devin France, Yashua Mack, Gage Naquin, Gavin Naquin, Ahmad Cage, Krzysztof Meyn et Romyri Ross. Il se veut une réinvention de Peter et Wendy de J. M. Barrie.
Wendy a eu sa première mondiale au Festival du film de Sundance le 26 janvier 2020 et le film est sorti le 28 février 2020 par Searchlight Pictures.

## Synopsis
Angela Darling travaille comme serveuse au Darling's Diner situé près d'un chemin de fer dans le sud rural, avec ses jeunes enfants, les jumeaux James et Douglas, et sa plus jeune fille Wendy, qui traînent aux alentours. Le jeune Thomas Marshall, qui fête son anniversaire, se fait dire en plaisantant par sa grand-mère que lui et les enfants d'Angela travailleront au restaurant quand ils seront grands. Insistant sur le fait qu'il sera un pirate, Thomas sort à l'idée de devoir vieillir et travailler. Un train passe, et une petite silhouette court sur le toit et fait monter Thomas dans le train sous les yeux de Wendy.

## Fiche technique
- Titre original : Wendy
- Réalisation : Benh Zeitlin
- Scénario : Benh Zeitlin, Eliza Zeitlin, d'après un roman de J. M. Barrie
- Photographie : Sturla Brandth Grøvlen
- Montage : Scott Cummings, Affonso Gonçalves
- Musique : Dan Romer, Benh Zeitlin
- Pays de production :  États-Unis
- Société de distribution : Condor Entertainment (France)
- Langue originale : anglais
- Format : couleur — 1,85:1
- Genre : fantasy
- Durée : 111 minutes
- Dates de sortie :
  - États-Unis : 26 janvier 2020 (Festival du film de Sundance) ; 28 février 2020 (sortie nationale)
  - France : septembre 2020 (Festival du cinéma américain de Deauville) ; 23 juin 2021 (sortie nationale)

## Distribution
Note : Le film a été diffusé en France avec le doublage québécois.
- Devin France (VQ : Lhasa Morin) : Wendy
  - Tommie Milazzo : Wendy bébé
  - Allison Campbell : Wendy adulte
- Yashua Mack (VQ : Jacob Beaudry) : Peter Pan
- Gage Naquin (VQ : Lorik Saxena) : Douglas Darling
- Gavin Naquin (VQ : Adam Moussamih) : James Darling
  - Kevin Pugh (VQ : Sylvain Hétu) : le capitaine James Hook
- Ahmad Cage (VQ : Léo Meunier) : Doudou Dodu
- Krzysztof Meyn (VQ : Jacob Lemieux) : Thomas
- Romyri Ross (VQ : Mali Paquin-Soutière) : Cudjoe Head
- Lowell Landes (VQ : Jean-François Blanchard) : Buzzo
- Shay Walker (VQ : Alice Pascual) : Angela Darling
- Cleopatra King Welch (VQ : Jade Brind'Amour) : Jane

 Source et légende : version québécoise (VQ) sur Doublage.qc.ca

## Production
En août 2015, il est annoncé que Benh Zeitlin allait écrire et réaliser le film. La production a débuté en mars 2017 avec un tournage à Montserrat, aux Antilles.

## Accueil
Sur Rotten Tomatoes, le film détient une cote d'approbation de 38% sur la base de 92 critiques, avec une note moyenne de 5,58 / 10. Le consensus critique du site se lit comme suit : « Wendy ose faire quelque chose de différent des sources classiques ; malheureusement, les graphismes époustouflants du film sont en contradiction avec une interprétation imparfaite de l'histoire ». Sur Metacritic, le film a un score moyen pondéré de 54 sur 100, basé sur 33 critiques, indiquant « des critiques mitigées ou moyennes ». En France, le site Allociné recense une moyenne des critiques presse de 3,3/5.